# The 3DO Company
The 3DO Company o semplicemente 3DO è stata una società di videogiochi fondata nel 1991 sotto il nome di SMSG, Inc. (San Mateo Software Games) dal cofondatore di Electronic Arts Trip Hawkins in collaborazione con altre sette aziende LG, Matsushita, AT&T, MCA, Time Warner, e Electronic Arts.
Dopo l'insuccesso della console 3DO Interactive Multiplayer non ebbe più successo sul mercato e divenne un'azienda di sviluppo di videogiochi di terze parti, fallì nel 2003 e cedette i suoi beni ad altre società.

## Storia
Quando la società fu fondata, il suo scopo principale era quello di creare una console di nuova generazione che utilizzasse i Compact disc come supporto; 3DO otteneva delle royalty per ogni gioco venduto sulla sua console. Il prezzo delle royalty venne ridotto di 3 dollari, che era più basso delle royalty di Nintendo e SEGA. Il lancio della console 3DO Interactive Multiplayer nell'ottobre del 1993 venne ben pubblicizzato, ottenendo parecchio successo fra i mass media. Il prezzo della suddetta era di 699 dollari. La console 3DO fu sostanzialmente un fallimento. L'azienda iniziò anche lo sviluppo della console successiva, Panasonic M2, il progetto fu però venduto alla Matsushita nel 1995.
Dopo aver abbandonato il mercato delle console, la società ha acquisito Cyclone Studios, Archetype Interactive e New World Computing. La società ha dichiarato fallimento nel maggio 2003. I dipendenti sono stati licenziati senza essere pagati e i marchi dei videogiochi e le altre proprietà intellettuali sono state cedute ad altre società rivali come Microsoft, Namco, Crave e Ubisoft.

## Videogiochi
I più grandi successi della società furono le serie Army Men, Might and Magic e Heroes of Might and Magic. Alla fine del 1990 3DO ha pubblicato uno dei primi MMORPG in 3D, Meridian 59.
Ad eccezione del suo franchise ben accolto Baseball High Heat e il gioco Battletanx, la maggior parte delle altre produzioni sono state pesantemente criticate dalla critica e i consumatori non erano interessati ad acquistare i seguiti dei loro precedenti giochi.